# 栗原友
栗原 友（くりはら とも、1975年6月27日 - ）は、日本の料理家。レストラン「APONTE」のOKAMI。母は料理研究家・栗原はるみ、父は、元キャスターで株式会社ゆとりの空間会長の栗原玲児。3歳年下の弟は料理家の栗原心平。静岡県下田市生まれ（静岡県下田市は、母の栗原はるみの出身地）。
高校卒業後、服飾専門学校に進学。広告制作会社勤務、ファッション誌のフリーライター、アタッシュドプレス、衣食住コンシェルジュとしての執筆を経て料理家として活動。
留学や旅行で出会った世界中の料理を、日本でも楽しめる様、簡単にアレンジしたレシピを提案している。

## 略歴
- 2009年3月 - ASEAN Food Ambassadorに就任。4月 - 恵比寿にてレストラン「APONTE」をスタート。

## 人物
- 外国人とまったくコミュニケーションをとることができず、緊張することが多かった。自分の英語でも友達を作ることができるという自信を得たのは、留学先のロンドンだった。留学して一番多く通ったのは学校ではなく、近所のスーパーマーケット。食に対する興味が増してきたのも、留学して一人暮らしをするようになってからだった。初めて食べる味に好奇心を持ち、何が入っているんだろう、どうやってアレンジできるだろうかと追求していくうちに、料理研究家への道を歩み始めていた。語学留学で多少英語を話せるようになってから、海外旅行が好きになった。以来、旅先では地元のマーケットへ足を運び、その国の人々がどんなものを食べているのか、どのように料理するのかを見てまわっている[1]。
- 2014年1月5日、入籍した事をツイッターにて報告[2]、同年12月に長女を出産。

## 著書
- ぜんぶ・おいしい 私が見つけた好きな味・家族の味（2008年8月30日、講談社）ISBN 978-4-06-278400-9
- おもてなしも野菜が主役で ともベジ（2010年2月27日、講談社）ISBN 978-4-06-278440-5
- クリトモの大人もおいしい離乳食（2016年9月3日、扶桑社） ISBN 9784594074890
- クリトモのさかな道 築地が教えてくれた魚の楽しみ方（2016年9月20日、朝日新聞出版）ISBN 9784023331099
- ひとりぶん、ふたりぶん 刺身パックでさかなつまみ  （プレジデント社） 2021

## テレビ出演
- おんな酒場放浪記（BS-TBS、2012年5月5日 - 2014年5月3日）
- 男子ごはん (テレビ東京、2013年6月23日）
- セブンルール(関西テレビ、2021年8月24日）
- SWITCHインタビュー 達人達「平原綾香×栗原友」（NHK Eテレ、2021年10月2日）[3]
- 寂しくても楽しく〜栗原はるみ 夫と歩んだ料理人生〜（2021年12月1日、NHK BSP）[4]

## CM出演
- グリコ ZEPPIN （2009年）

## 店舗

### APONTE（アポンテ）
イタリアンをベースにした創作料理のレストラン。
名前の由来は、レストランの近くにある恵比寿「アメリカ橋」で、アメリカの「A」と、イタリア語で橋を意味する「PONTE」を組み合わせたもの。